# Варсонофий (Рудник)
Епи́скоп Варсоно́фий (укр. Єпископ Варсонофій в миру Влади́мир Миха́йлович Рудник укр. Володимир Миколайович Руднік; род. 20 июля 1984, Почаев, Тернопольская область) — епископ Православной церкви Украины (с 2019).
Ранее — епископ Украинской православной церкви Киевского патриархата, епископ Ужгородский и Закарпатский (2015—2018).

## Биография
В 2001 году окончил Почаевскую среднюю школу I—III ступеней и в том же году поступил в Черновицкий православный богословский институт, который окончил в 2005 году, получив научную степень бакалавра по специальности педагог-богослов.
В 2006 году баллотировался кандидатом в депутаты Почаевского городского совета, и, получив мандат, был избран секретарём Почаевского городского совета V созыва.
В 2006 году поступил во Львовский региональный институт государственного управления Национальной академии государственного управления при Президенте Украины, закончив институт в 2012 году по специальности экономист-управленец.
В 2012 году поступил учиться в магистратуру Львовской православной богословской академии, которую окончил в 2014 году, защитив на отлично магистерскую работу на тему «Духовно-рыцарские монашеские ордена X—XIV веков».
28 октября 2012 года архиепископом Тернопольским Нестором (Пысыком) был рукоположен в сан диакона.
6 января 2013 года архиепископом Нестором был пострижен в рясофор и рукоположен в сан пресвитера.
1 февраля 2013 года указом архиепископа Нестора предназначен насельником Свято-Юрьевского монастыря на хуторе Вирля.
7 июня 2013 года архиепископом Тернопольским Нестором в Свято-Юрьевском мужском монастыре был пострижен в монашество.
В январе 2014 года патриархом Филаретом (Денисенко) принят в братию Свято-Феодосиевского ставропигиального мужского монастыря города Киева.
25 июня 2014 года указом № 14 патриарха Филарета назначен секретарём Синодального Управления по делам молодежи Украинской православной церкви Киевского патриархата.
24 января 2015 года Священным Синодом УПЦ КП (журнал № 2) избран для рукоположения в сан епископа Ужгородского и Закарпатского. 24 января 2015 года во Владимирском кафедральном соборе в Киев состоялось его наречение во епископа. 25 января 2015 года там же был хиротонисан в сан епископа Ужгородского и Закарпатского.